# Щипцы для завивки ресниц

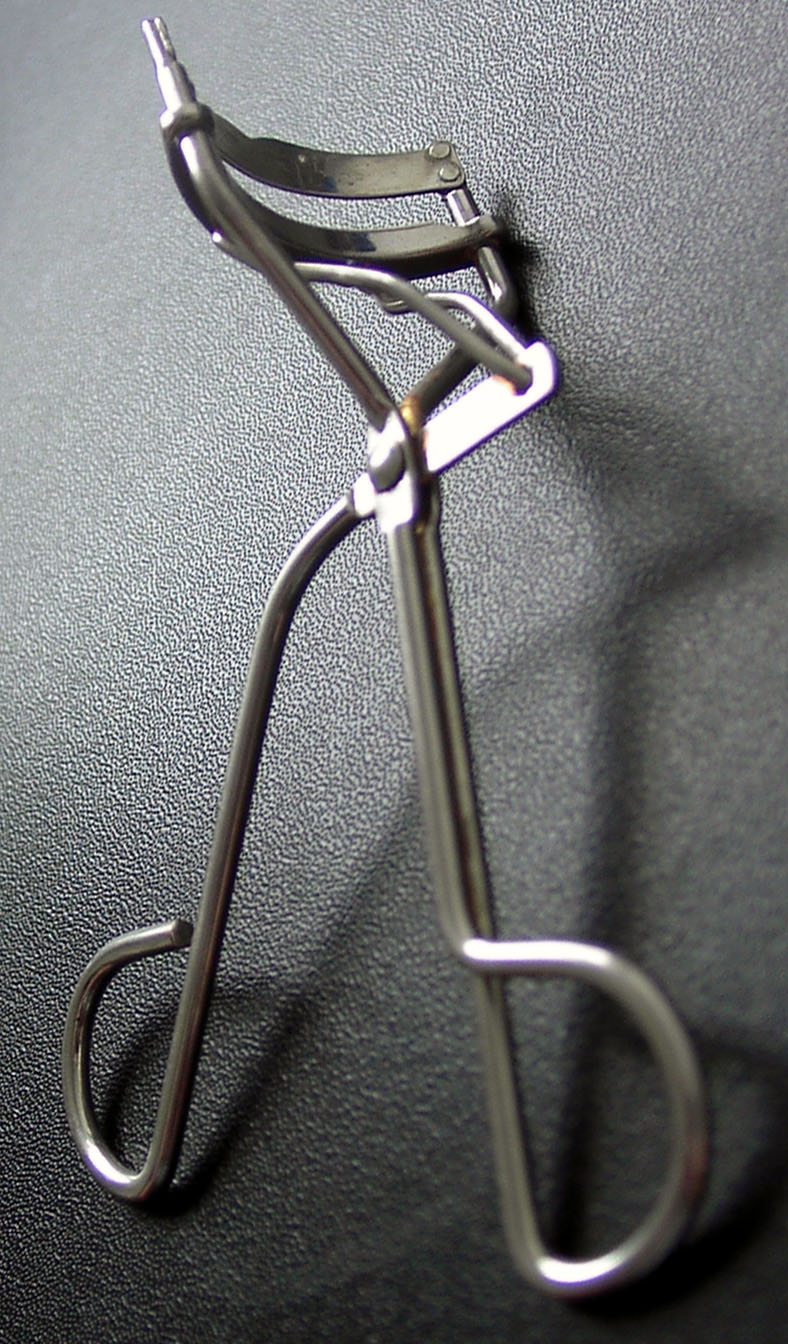
Металлические щипцы для завивки ресниц без подогрева.

Щипцы для завивки ресниц — это ручное механическое устройство для завивки ресниц в косметических целях. Обычно завиваются только верхние ресницы.

## История
Между 1923 и 1940 годами были разные патенты на это изобретение. В первом известном патенте на устройство для завивки ресниц указано, что он был подан Чарльзом Стикелем и Уильямом МакДонеллом из Рочестера, штат Нью-Йорк. Однако Уильям Джозеф Белду был признан одним из первых изобретателей, когда он работал в компании Kurlash Co. в Рочестере, штат Нью-Йорк. Уильям Белдью и его компания Kurlash владеют патентами в Канаде, США и Великобритании на устройство для завивки ресниц и его усовершенствования.
В 1930-х и 1940-х годах, на пике моды на макияж, эти щипцы были очень популярны и недороги. Щипцы для завивки ресниц были запатентованы 7 апреля 1931 года, и изображения, изображенные в заявке на патент, выглядят почти так же, как щипцы для завивки ресниц, представленные сегодня на рынке. Бренд, первоначально называвшийся Rodal, изменил название продукта на Kurlash.
Щипцы для завивки ресниц обычно изготавливаются из металла и часто имеют резиновые подушечки, которыми они соприкасаются с ресницами. Общий дизайн этих устройств остается неизменным с 1940-х годов. Производители включают Shiseido и Shu Uemura.

## Типы
Два наиболее распространенных типа щипцов для ресниц — это щипцы с подогревом и традиционные щипцы для ресниц. Щипцы для завивки ресниц с подогревом обеспечивают более интенсивный завиток, который держится дольше. Однако более простой шаг, который можно добавить к рутинному макияжу глаз, — это использовать более традиционные щипцы для завивки ресниц без подогрева. Щипцы без подогрева, которые изогнуты для естественной формы человеческого глаза, включают в себя подушечку, чтобы прижимать их к ресницам. Перед использованием щипцов без подогрева можно ненадолго нагреть их феном, но не настолько, чтобы обжечь нежную кожу над глазами. Доступны самонагревающиеся агрегаты с батарейным питанием.

## Недостатки
Среди множества преимуществ щипцов для ресниц есть и недостатки. Если не использовать осторожно, натягивание ресниц во время завивки может привести к ослаблению корней. Многие люди могут повредить свои ресницы, удерживая зажим на ресницах в течение более длительного времени, в результате чего ресницы либо выдергиваются, либо выпадают из-за напряжения постоянного зажима. Это может привести к ослаблению ресниц и, в конечном итоге, к выпадению, что может быть очень плохо для глаза, поскольку они защищают глаз от ветра и пыли и не отрастают быстро.
При неосторожном использовании щипцы для завивки ресниц могут привести к несчастным случаям, когда пользователь защемит веко. В зависимости от степени давления, которое они оказывают, это может вызвать серьёзную травму глаза. Точно так же, когда они используются в тепле, щипцы для завивки ресниц, особенно из металла, могут вызвать серьёзные ожоги век. Кроме того, некоторые щипцы для ресниц с подогревом требуют, чтобы батарейки работали, что потребует технического обслуживания с точки зрения своевременной замены для бесперебойной работы.